# Ak Bars Arena
L'Ak Bars Arena (anciennement nommé Kazan Arena jusqu'en 2019) est un stade situé à Kazan en Russie. Domicile du FK Rubin Kazan, il accueille la Coupe du monde de football de 2018.
Sa capacité est de 45 379 places. Il remplace le stade central. Sa construction a coûté 465 millions d'euros. La pelouse mesure 105 mètres de longueur pour 68 mètres de largeur.

## Galerie

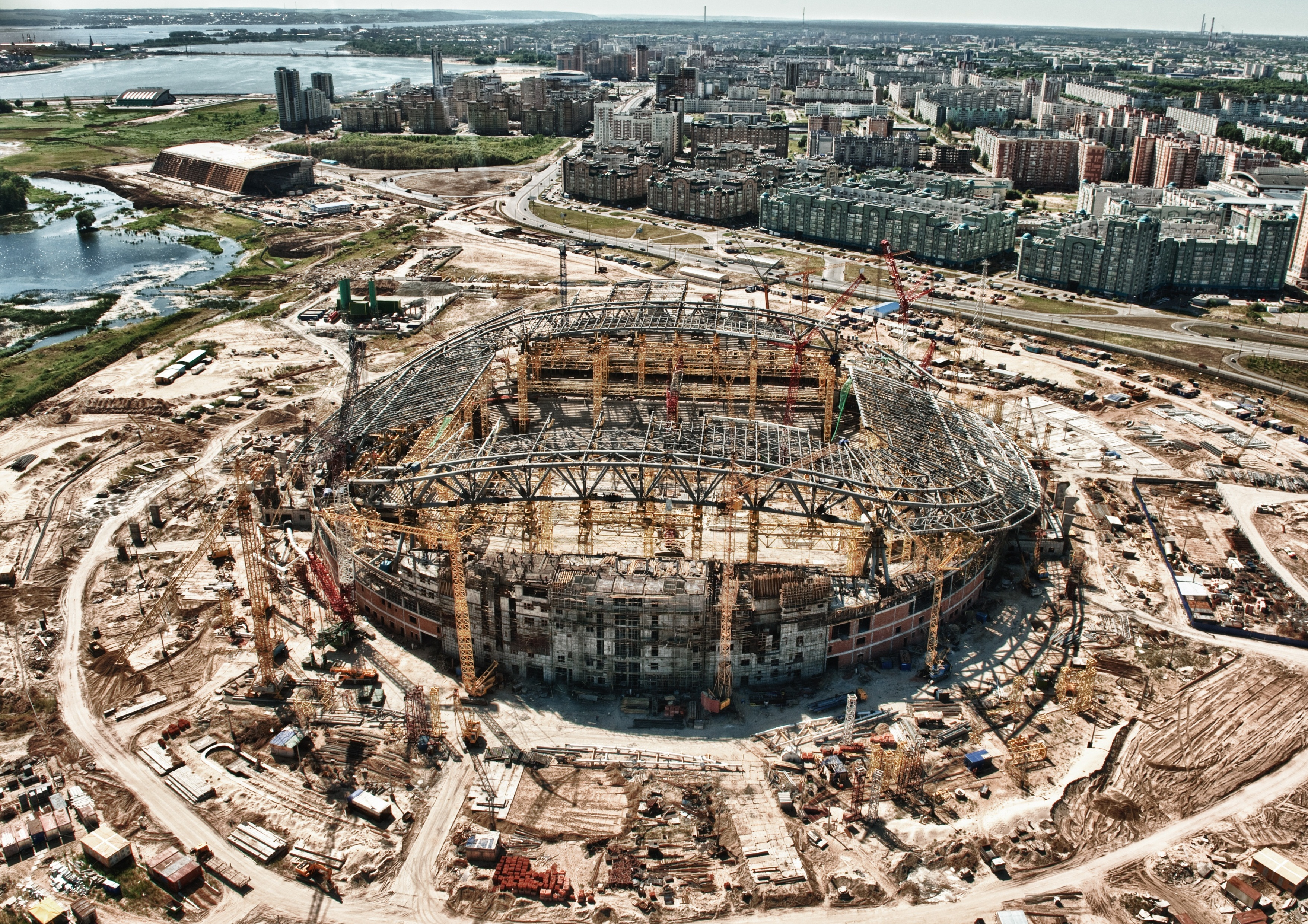
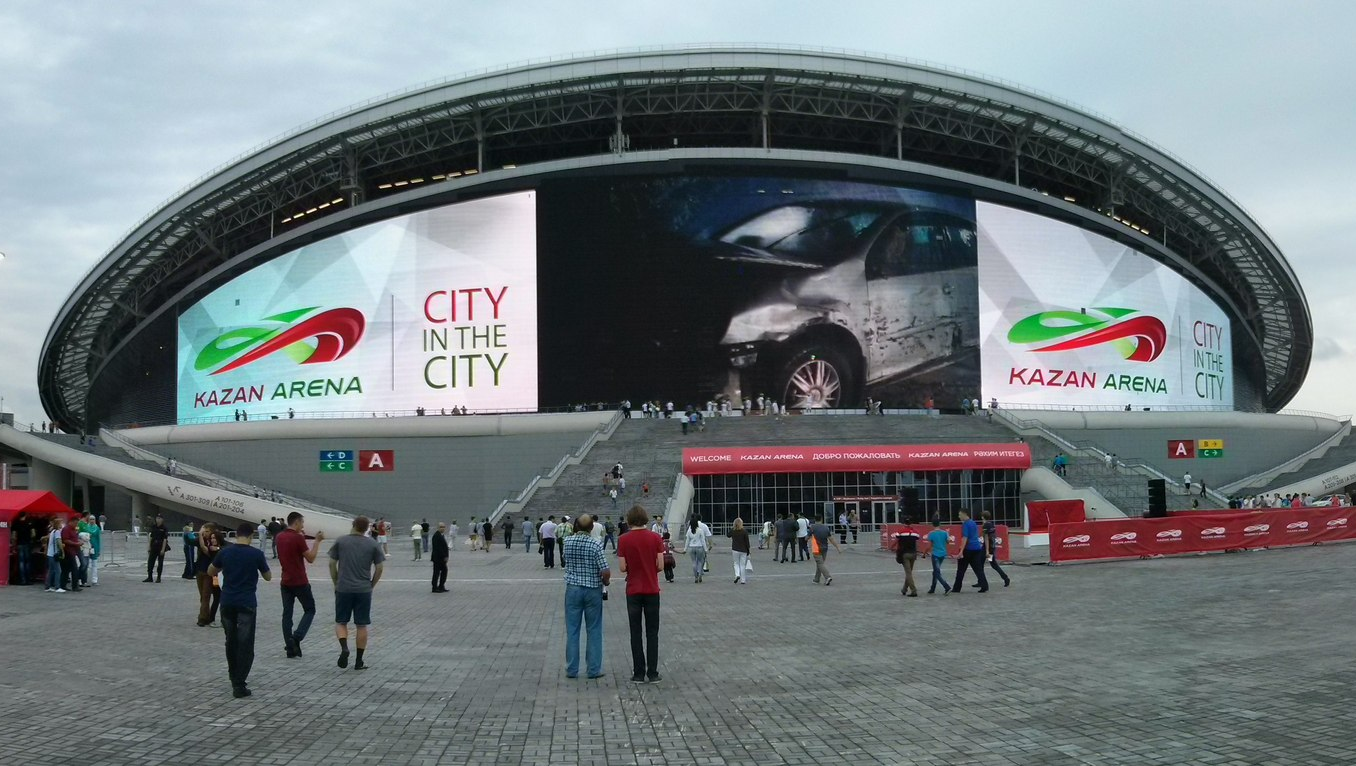
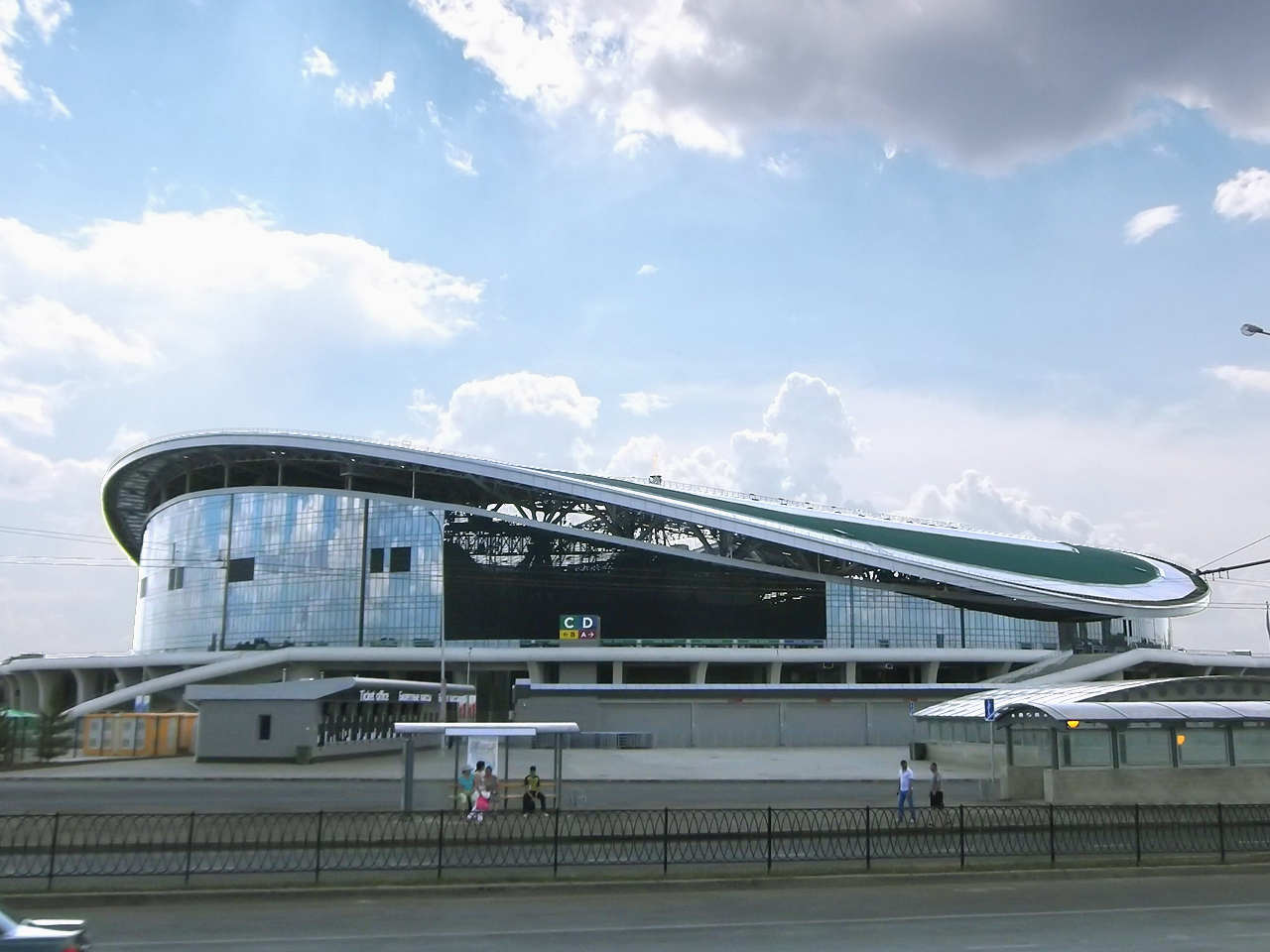
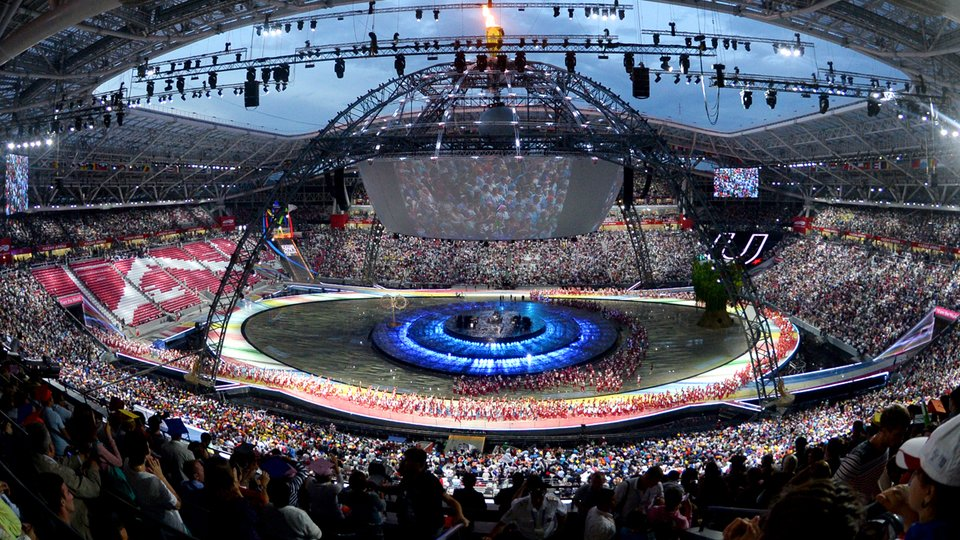
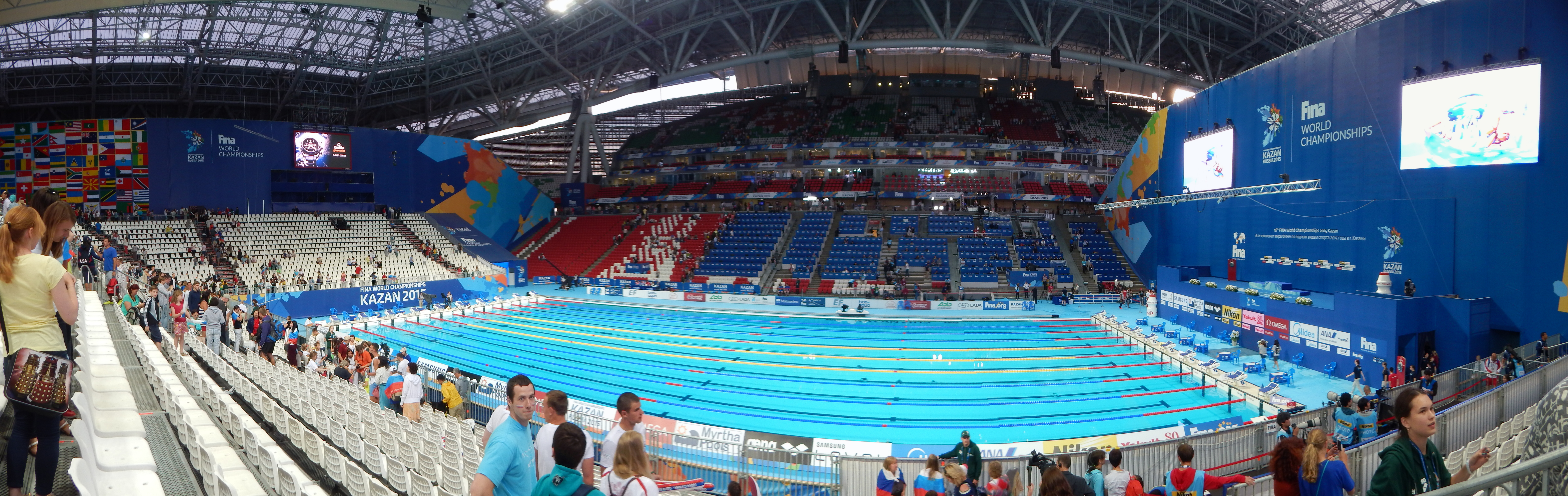

## Événements
- Universiade d'été de 2013
- Championnats du monde de natation 2015
- Coupe des confédérations 2017
- Coupe du monde de football de 2018

## Matchs de compétitions internationales
Coupe des confédérations 2017
| Date         | Tour        | Équipe 1  | Score         | Équipe 2 | Spectateurs |
| ------------ | ----------- | --------- | ------------- | -------- | ----------- |
| 18 juin 2017 | Groupe A    | Portugal  | 2 - 2         | Mexique  | 34 372      |
| 22 juin 2017 | Groupe B    | Allemagne | 1 - 1         | Chili    | 38 222      |
| 24 juin 2017 | Groupe A    | Mexique   | 2 - 1         | Russie   | 41 585      |
| 28 juin 2017 | Demi-finale | Portugal  | 0 - 0 (0-3 p) | Chili    | 40 855      |

Coupe du monde 2018
| Date           | Tour           | Équipe 1     | Score | Équipe 2  | Spectateurs |
| -------------- | -------------- | ------------ | ----- | --------- | ----------- |
| 16 juin 2018   | Groupe C       | France       | 2 - 1 | Australie | 41 279      |
| 20 juin 2018   | Groupe B       | Iran         | 0 - 1 | Espagne   | 42 718      |
| 24 juin 2018   | Groupe H       | Pologne      | 0 - 3 | Colombie  | 42 873      |
| 27 juin 2018   | Groupe F       | Corée du Sud | 2 - 0 | Allemagne | 41 835      |
| 30 juin 2018   | 1/8e de finale | France       | 4 - 3 | Argentine | 42 873      |
| 6 juillet 2018 | 1/4 de finale  | Brésil       | 1 - 2 | Belgique  | 42 873      |